# Icon for Hire (album)
| Recensione          | Giudizio |
| ------------------- | -------- |
| Allmusic            |          |
| HM Magazine         |          |
| Jesus Freak Hideout |          |

Icon for Hire è il secondo album in studio dell'omonimo gruppo alternative rock statunitense.

## Tracce
1. Cynics & Critics – 3:23
2. Nerves – 3:15
3. Sugar and Spice – 4:03
4. Hope of Morning – 3:50
5. Sorry About Your Parents – 3:18
6. Pop Culture – 3:23
7. Watch Me – 3:35
8. Slow Down – 3:46
9. Rock and Roll Thugs – 3:37
10. Think I'm Sick – 2:55
11. Fix Me – 3:47
12. Counting on Hearts – 4:00

## Formazione
- Ariel Bloomer – voce, tastiere
- Shawn Jump – chitarra, basso, cori, programmatore, campionatore, synth
- Josh Kincheloe – basso
- Adam Kronshagen – batteria

## Classifiche
| Classifica (2013) | Posizione massima |
| ----------------- | ----------------- |
| Billboard 200     | 66                |
| Top Alternative   | 16                |
| Top Christian     | 4                 |
| Top Hard Rock     | 8                 |
| Independent       | 11                |
| Top Rock          | 20                |